# Grafické symboly pro ekologii
Grafické symboly pro značení kvalit a procesů životního prostředí představují jeden z mnoha souborů praktické vizuální komunikace. Vzhledem k provázanosti problematiky ekologie a ergonomie soubor obsahuje také komunikační prvky vztahující se k interakci lidského organismu s prostředím.

## Popis komunikační problematiky oblasti ekologie

### Přerušení přirozené komunikace těla

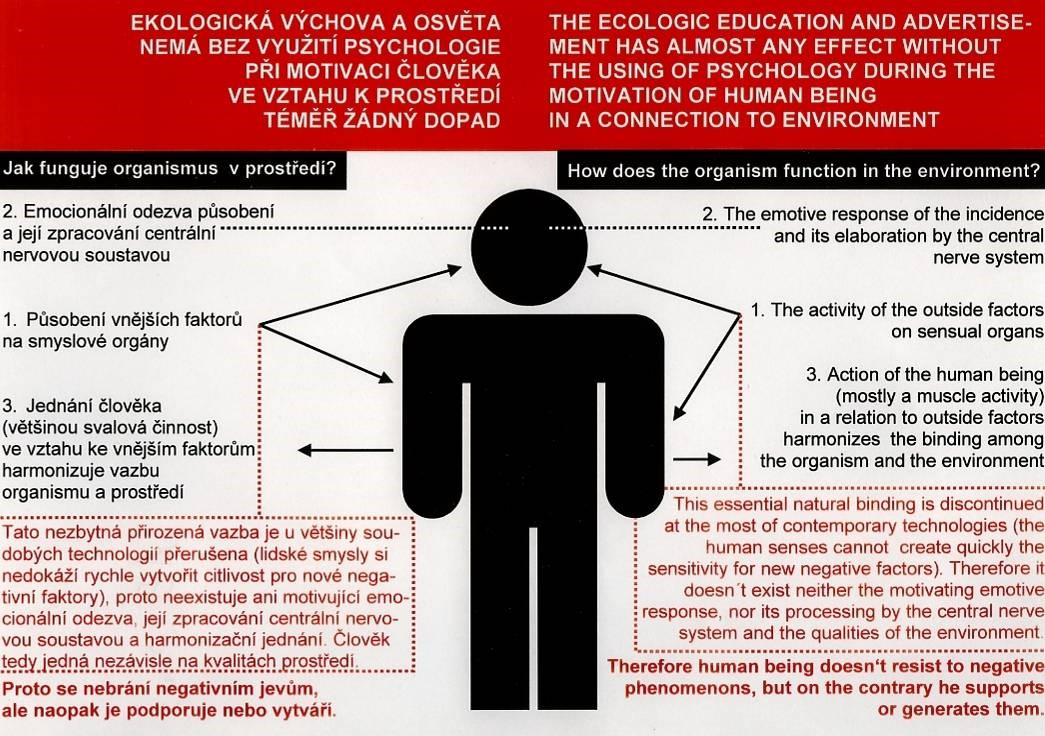
Organismus v prostředí

Bez užití psychologicky propracovaných metod nemá ekologická informace, výchova a regulace téměř žádný efekt. Nikdo dnes nepochybuje o tom, že ekologické problémy, do kterých se naše Země dostala, jsou vážné a nelehko řešitelné. Je proto nutné hledat a využívat všechny možnosti, které mohou vést třeba jen k částečnému zlepšení situace.
Jednou ze zatím málo využitých cest je zastoupení přerušeného přímého kontaktu člověka s prostředím pomocí grafické komunikace. V mnoha oborech lidské činnosti je taková náhradní grafická komunikace úspěšně využívána (doprava, bezpečnost práce, turistika, obsluha přístrojů atd.). Ekologická problematika však v mezinárodních slovnících grafických symbolů až na ojedinělé výjimky chybí. Kvalitní ekologické značky se zatím ve světě téměř neužívají. Namísto nich jsou při motivaci člověka používány pracné a neúčinné metody verbální komunikace nebo změť národních symbolů obecného charakteru, které nejsou v mezinárodním prostředí srozumitelné a zapamatovatelné.

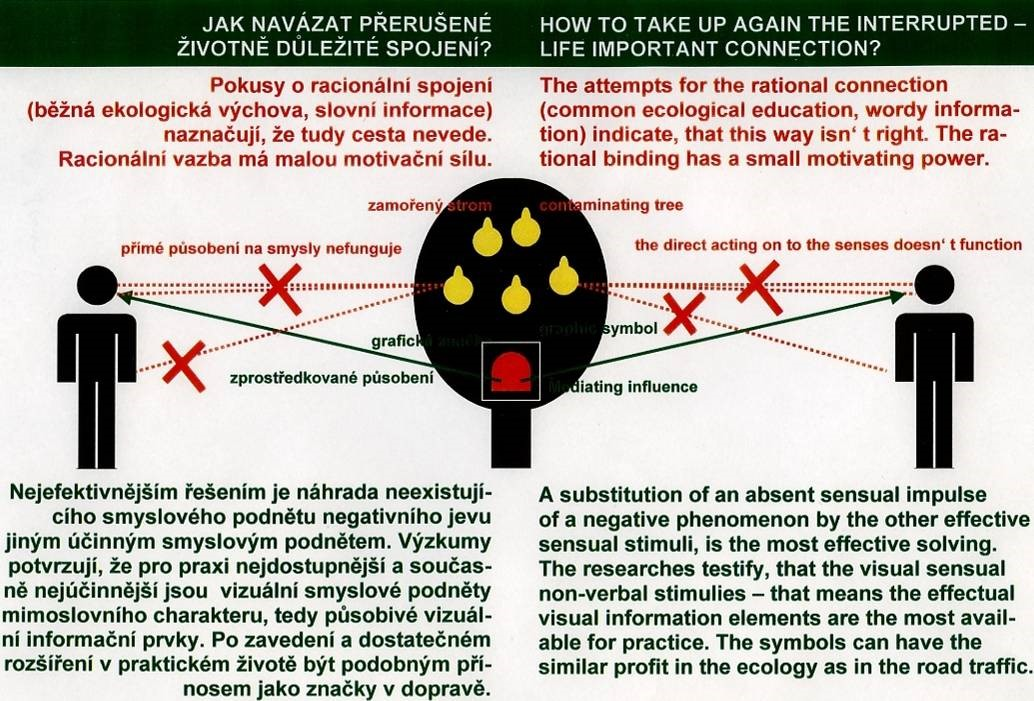
Náhradní komunikace

Jak je možné účinně využít principy fungování grafické symboliky při kontaktu člověka s prostředím, ukazuje přiložené schéma. Každý živý organismus si přirozeným vývojem vytváří informační kontakt s prostředím, aby mohl pružně reagovat na kvality, které jsou pro něj životně důležité. Tak člověk donedávna mohl většinu běžně se vyskytujících kvalit rozeznat vlastními smysly – zrakem, sluchem, čichem, chutí nebo hmatem. Pokud se vlastnosti prostředí během vývoje biosféry měnily, dělo se tak většinou rychlostí, která umožňovala postupné přizpůsobování organismu jako celku i citlivosti jednotlivých smyslových orgánů. Změny prostředí, které rychlostí a intenzitou přesahovaly schopnost přizpůsobení, znamenaly vždy existenční ohrožení daného druhu nebo i celého ekosystému.
Současné negativní vlivy prostředí stavějí lidstvo do obdobné situace. S pasivní variantou řešení ve smyslu „možná přežije jen málo fyzicky a psychicky nejodolnějších jedinců“ se málokdo smíří. Aktivní varianta odstraňující podstatnou část negativních vlivů je v dohledné době finančně, technicky a organizačně nereálná. Zbývá tedy kompromisní řešení – dát každému jedinci příležitost, aby se mohl bránit před negativními jevy, jejichž vzniku často nemohl sám zabránit a které nemůže ani odstranit. Základním předpokladem ochrany před jakýmkoli negativním jevem je jeho včasné a správné rozeznání, identifikace.
Dnešní negativní vlastnosti životního prostředí podmíněné člověkem jsou ovšem tak náhlé, že se většině z nich dosud naše smysly nepřizpůsobily a nedokážeme je tedy včas a přímo rozeznat ani zrakem, sluchem, chutí, čichem, ani hmatem.

### Náhradní komunikace
O negativních kvalitách životního prostředí se dnes sice můžeme mnohé dozvědět z verbální komunikace, ta ale nemá předpoklad motivovat člověka tak silně, aby podnikl vše potřebné pro ochranu svého organismu. Verbální komunikace souvisí totiž především s programovým jednáním, které člověku jako jedinému z živočišné říše umožnilo nebývalou aktivitu. Motivace k programovému jednání má však v mnoha praktických situacích omezené možnosti.
Spojí-li se s naší neschopností přímo vnímat negativní vlastnosti prostředí také jejich nikoli okamžitý účinek na organismus, je efekt přímo podmíněného neprogramovaného jednání minimální. Jestliže se však podaří přímější metodou překlenout existující komunikační bariéru mezi lidským vědomím a prostředím, máme k dispozici podněty k mnohem silnější motivaci. Obrazové struktury, figury a některé symboly totiž na rozdíl od slovní komunikace vytvářejí předpoklad přímé evokace emotivního účinu, často podobné síly, jakou známe z přímého fyzického kontaktu hmatových, chuťových nebo čichových orgánů s negativními kvalitami prostředí. Proto při vnímání grafických symbolů může člověk pocítit podobné (a někdy i obdobně silné) negativní nebo pozitivní emoce jako v případech, kdy přímo vnímá např. kyselost, zápach, píchání, mráz nebo naopak vůni či příjemné teplo. Umožňují to vhodně zvolené tvarové, jasové a barevné kombinace, které využívají asociací s dalšími zkušenostmi člověka.

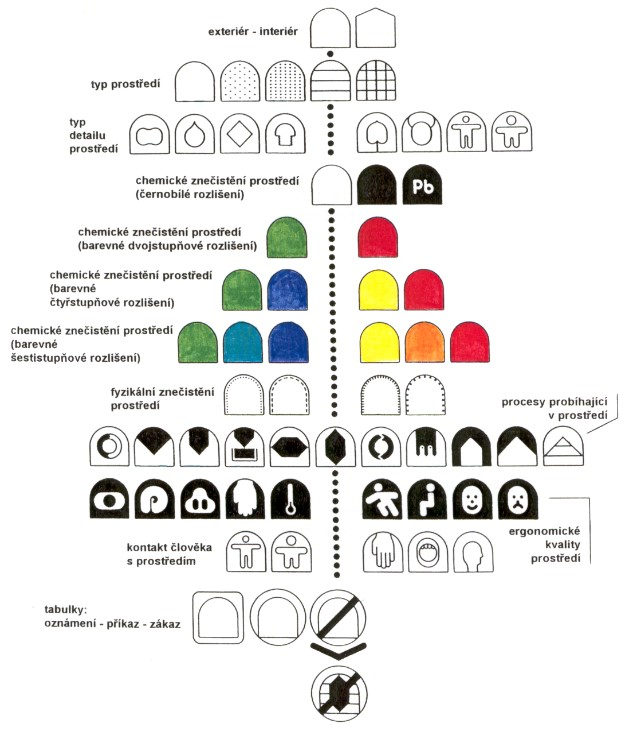
Kombinační schéma systému symbolů

Při tvorbě grafických symbolů pro značení kvalit a procesů životního prostředí bylo třeba vzít systematicky v úvahu všechny vazby existující v grafické komunikaci a vyloučit živelnost, která negativně poznačila srozumitelnost a účin mnoha dnes užívaných piktogramů. Tvarové východisko systému tvoří obrysy nebeské sféry a jednoduchého domu, které odlišují symboly pro vnější a vnitřní prostředí (exteriér – interiér; klima – mikroklima). Systém umožňuje zabývat se prostředím jako celkem i jeho detailem. Tonální řešení piktogramů dává předpoklad rozlišení různých stupnic negativních a pozitivních kvalit. Je také možné značit proces přeměny jedné kvality v druhou i jiné děje. Systém umožňuje popisovat kvality chemické, fyzikální i ergonomické. Piktogramy dokáží znázornit různé způsoby kontaktu člověka s prostředím (celé tělo, část těla, vnitřní kontakt atd.).
Pro mnohé vlastnosti a procesy skryté lidským smyslům bylo třeba najít jednoduchá, vzájemně tvarově kombinovatelná a snadno zapamatovatelná (nikoli přímo srozumitelná) zobrazení, která významově nekolidují s již existujícími symboly jiných oborů. Musíme si uvědomit, že problematika životního prostředí je vizuálně často tak abstraktní, že je třeba použít k jejímu zobrazení nejzákladnějších geometrických tvarů. Aby bylo zřejmé, že naznačené významy jsou vázány právě na ekologii, umísťují se všechny symboly do plochy vymezené oblou sférou oblohy a vodorovným horizontem (exteriér) nebo do „domečku“ (interiér).
Z existujících mezinárodních norem ISO bylo přirozeně nutné převzít vymezení funkce barev a tvarů tabulek. Oznámení proto charakterizuje čtverec či obdélník, příkaz kruh, zákaz kruh s diagonálním pásem (škrtem), výstrahu trojúhelník. Do těchto tabulek se umísťují symboly pro vnější nebo vnitřní prostředí s adekvátní strukturou. Jak je v praktické vizuální komunikaci zvykem, je možné pravoúhlé tabulky oznámení ignorovat a symboly používat samotné.

## Historie

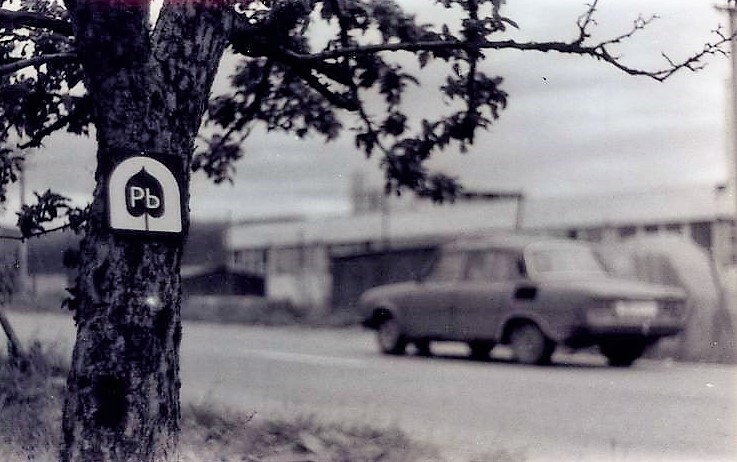
Ověřování symbolů v terénu během vývoje v 80. létech 20. století

Soubor byl vytvořen v 80. létech 20. století, kdy stoupala pozornost oboru ekologie. Vznikl za spolupráce International Institute for Information Design a Katedry životního prostředí Přírodovědecké fakulty Univerzity Karlovy v Praze. Byla testována jeho čitelnost a srozumitelnost a ověřováno fungování v terénu. Po roce 1990 byl nabídnut unifikačnímu procesu ISO. Mezinárodní organizace pro standardizaci se jím však nezabývala, přestože žádný podobný soubor neměla praxe k dispozici.

## Užití
Značení kvalit a procesů životního prostředí včetně ergonomické interakce člověka s prostředím je určeno pro mapy, informační systémy i přímo do terénu. V prostředích, kde se začíná s jeho užitím, je doporučeno spojení symbolů s nápisem a v mapě s klasickými vysvětlivkami.
Jak se systém značek používá v praxi? Především je možné označovat kvality přímo v daném prostředí. Optimální je umístění grafického prvku na komunikaci při vstupu do daného prostředí. Detaily prostředí se označují buď přímo (např. strom) nebo nepřímo pomocí symbolu umístěného na šipce (např. voda v jezeře). Jedním z hlavních poslání systému je označování zdrojů znečistění. Taková informace bývá většinou doplněna další – o kvalitě prostředí a instrukcí o manipulaci se zdrojem znečistění. Většinu piktogramů označujících kvality prostředí by měly doplňovat informace o možnostech kontaktu člověka (a diferencovaně dětí) s daným prostředím.

## Vlastnosti
Soubor je vytvořen s velkou vnitřní systémovostí, má i částečnou vnější systémovost. V souboru jsou užity gramatické principy variace a kombinace. Čitelnost prvků je dobrá. Srozumitelnost je podpořena systematickou volbou struktur a figur, přesto je nezbytné učení, příp. doplňkové označení vysvětlivkami. Významové mutace jsou používány v rámci obecného barevně-tvarového kódu.

## Související barevné kódy
Samotné symboly používají kód barevné stupnice pro značení stupně znečistění:
- zelená – čistá část prostředí
- modrá – část prostředí se znečištěním nepřesahujícím povolenou normu
- žlutá – střední stupeň znečištění
- oranžová – vysoký stupeň znečištění
- červená – extrémní znečištění

Ve stejné stupnici jsou kódovány symboly pro interakci lidského organismu a prostředí (ergonomie):
- zelená – harmonická interakce
- modrá – interakce bez negativních vlivů
- žlutá – interakce se slabými negativními vlivy
- oranžová – interakce se silnými negativními vlivy
- červená – interakce s vlivy ohrožujícími život

Svou základní funkci plní soubor piktogramů i v černobílé verzi. Pak je bílé barvě přisouzena čistota a černé znečistění.

## Přehled symbolů

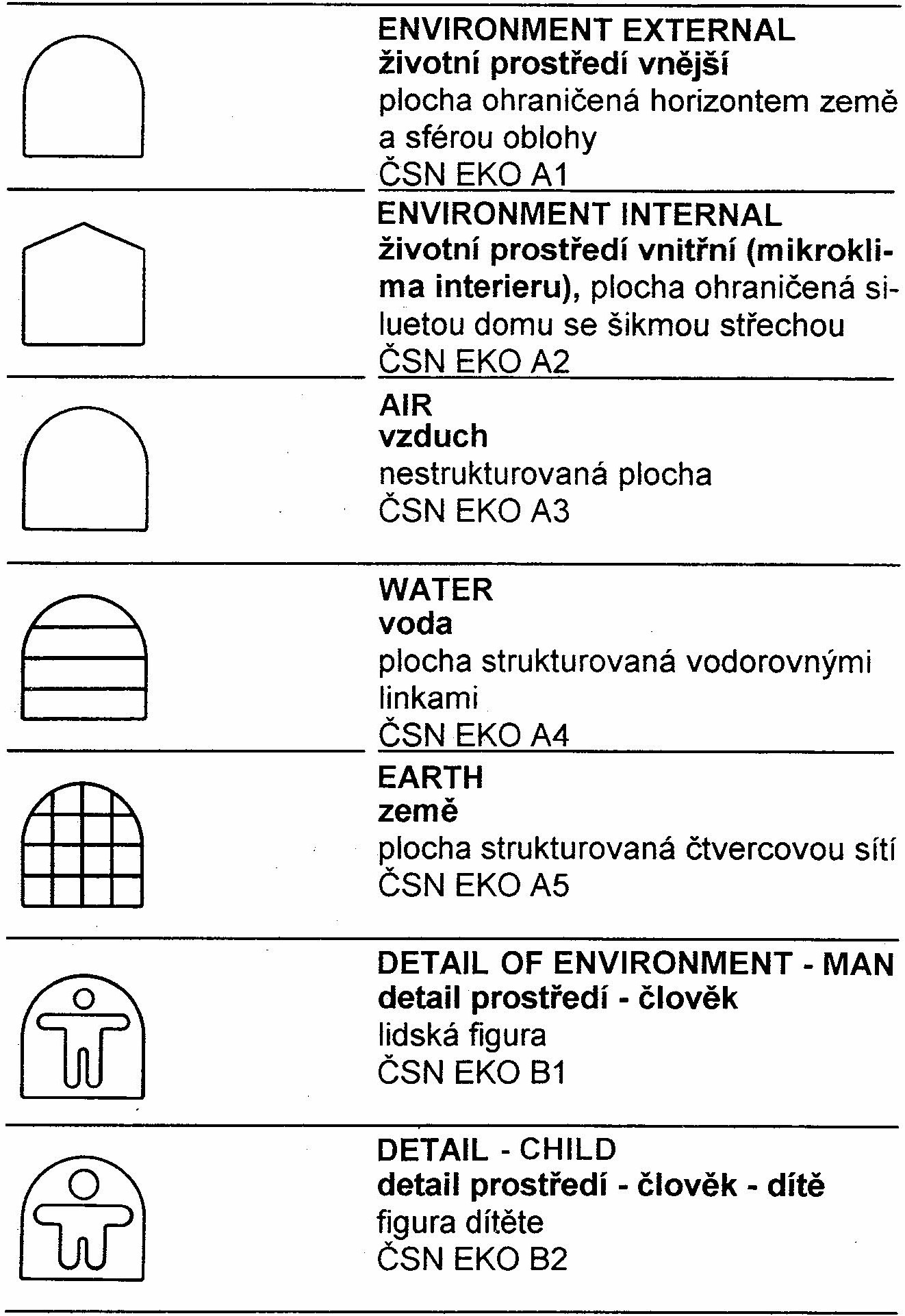

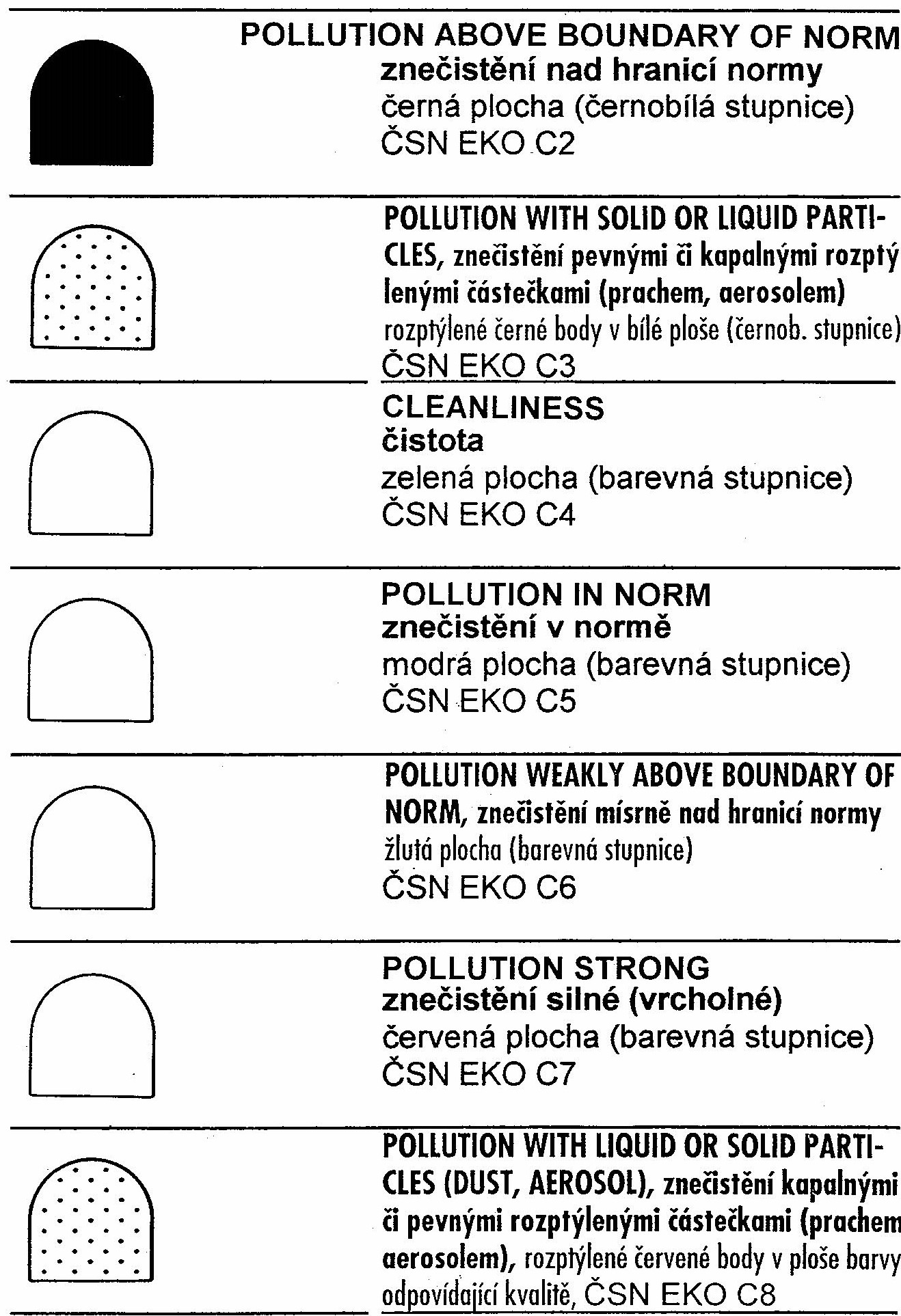

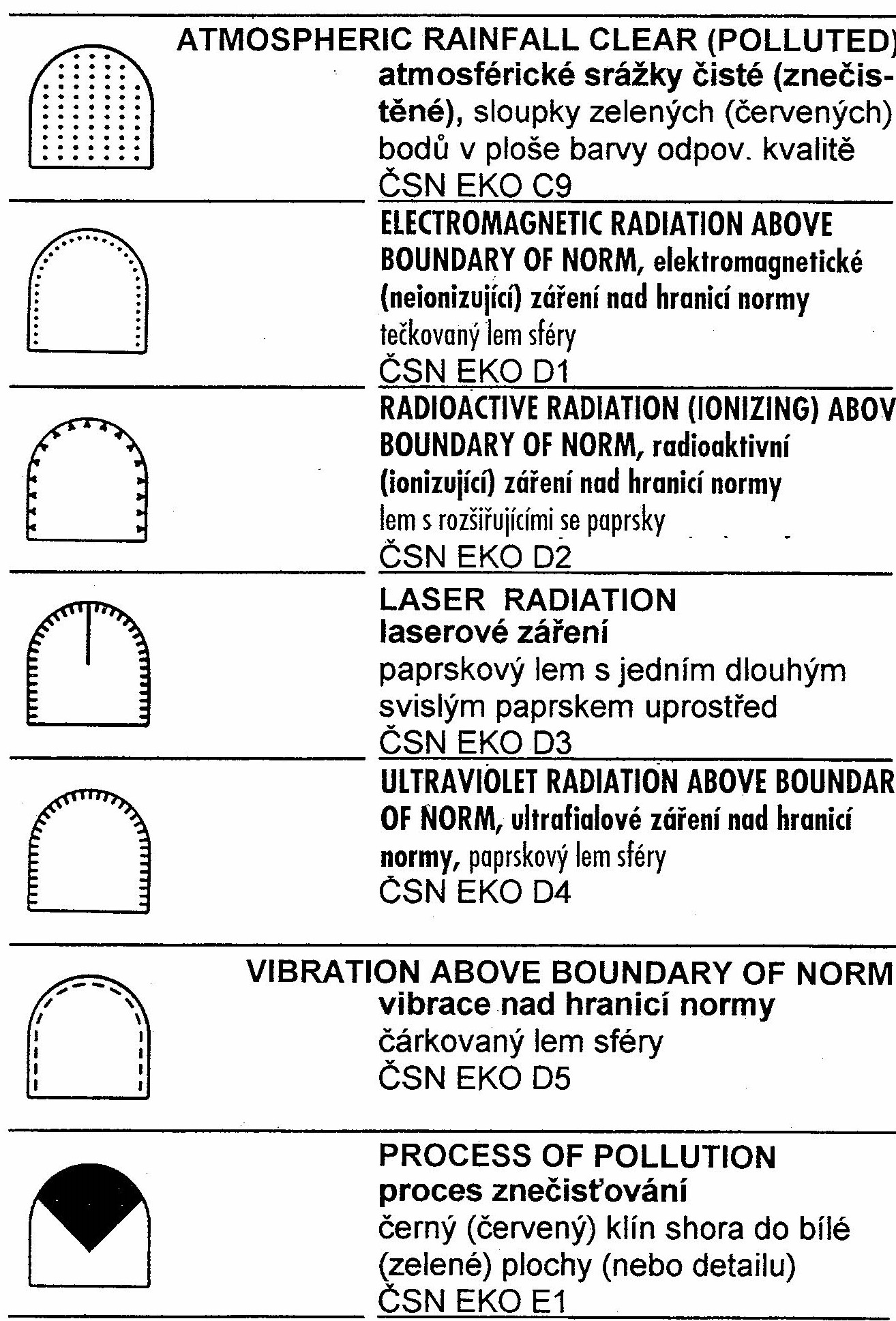

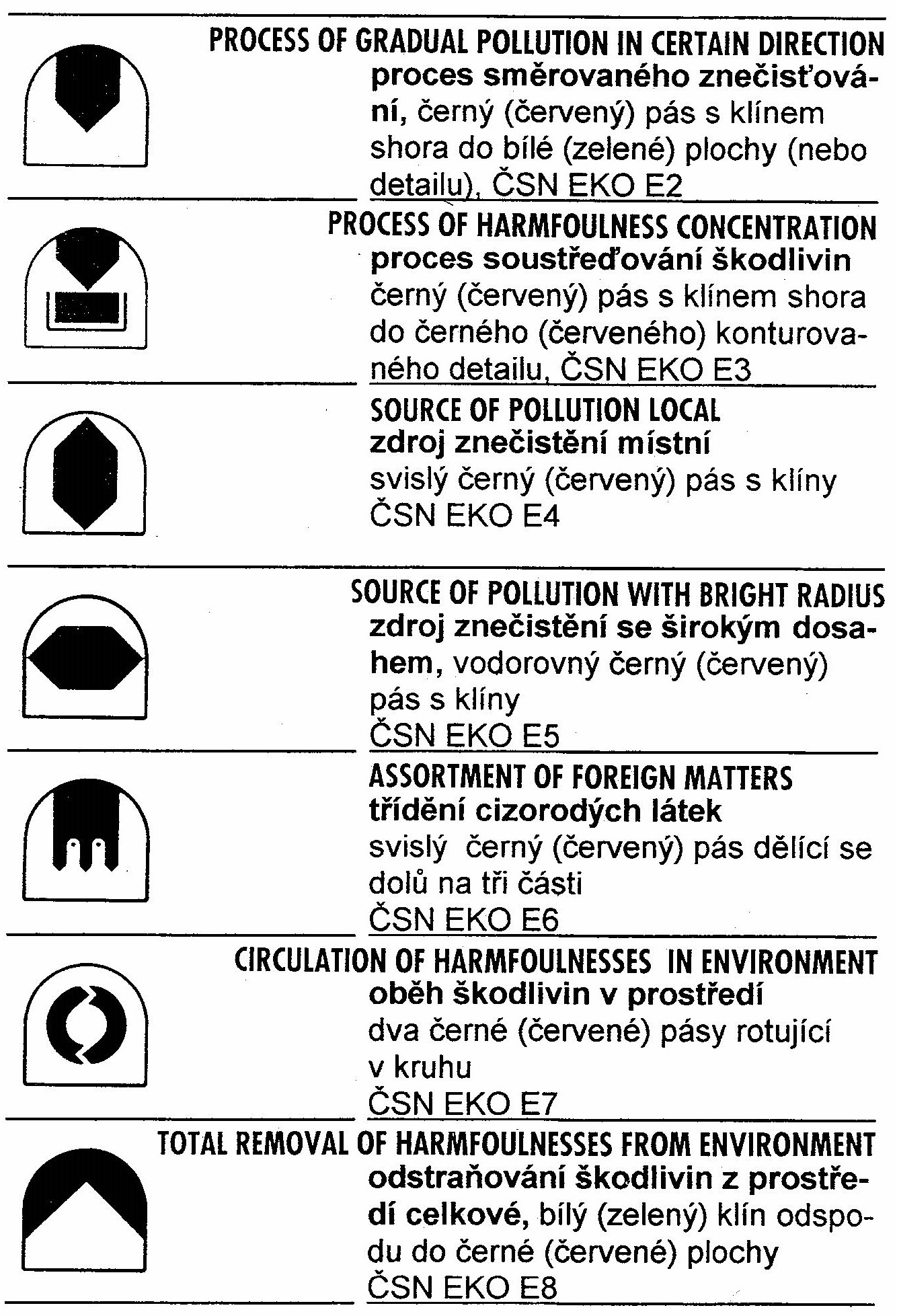

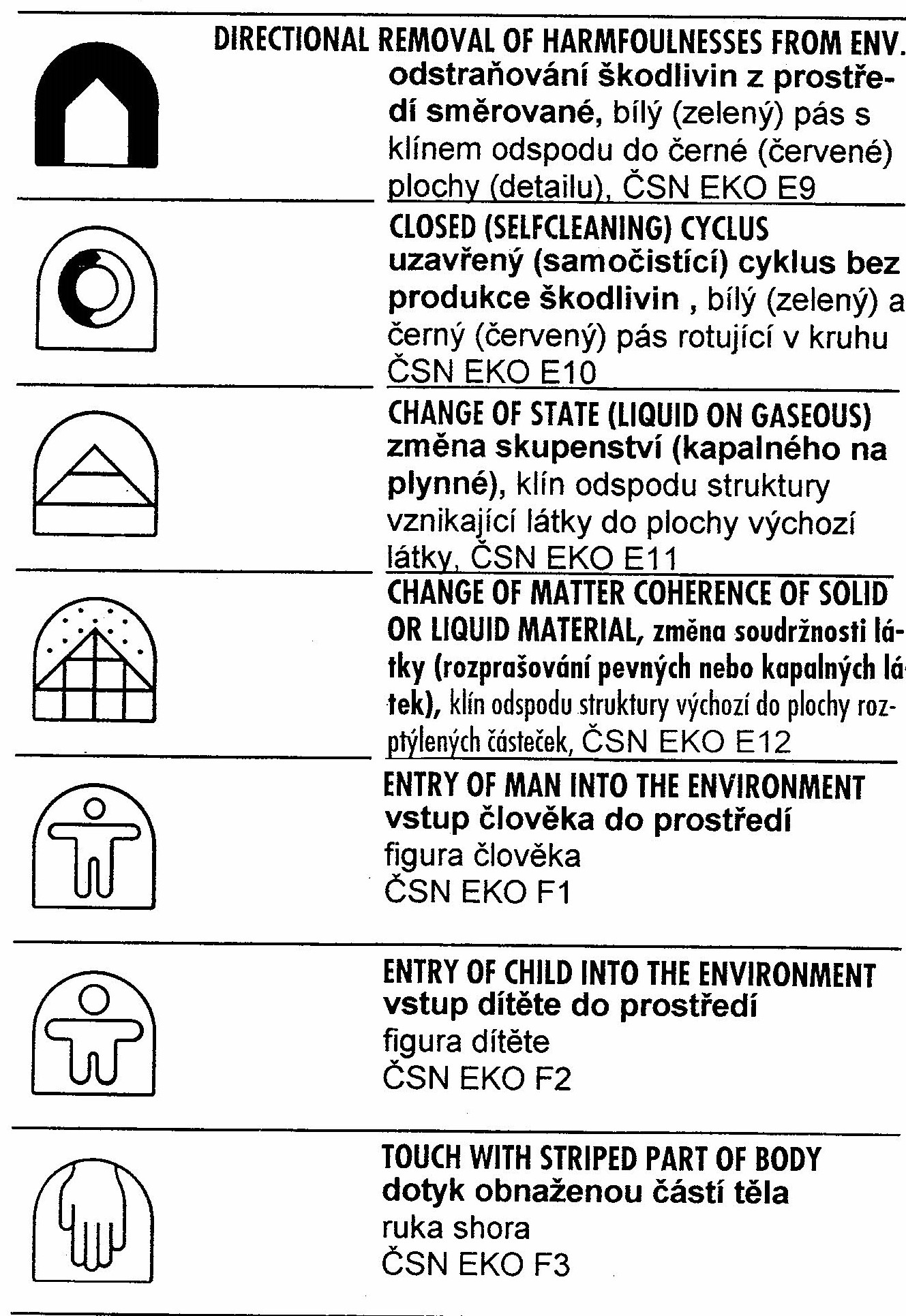

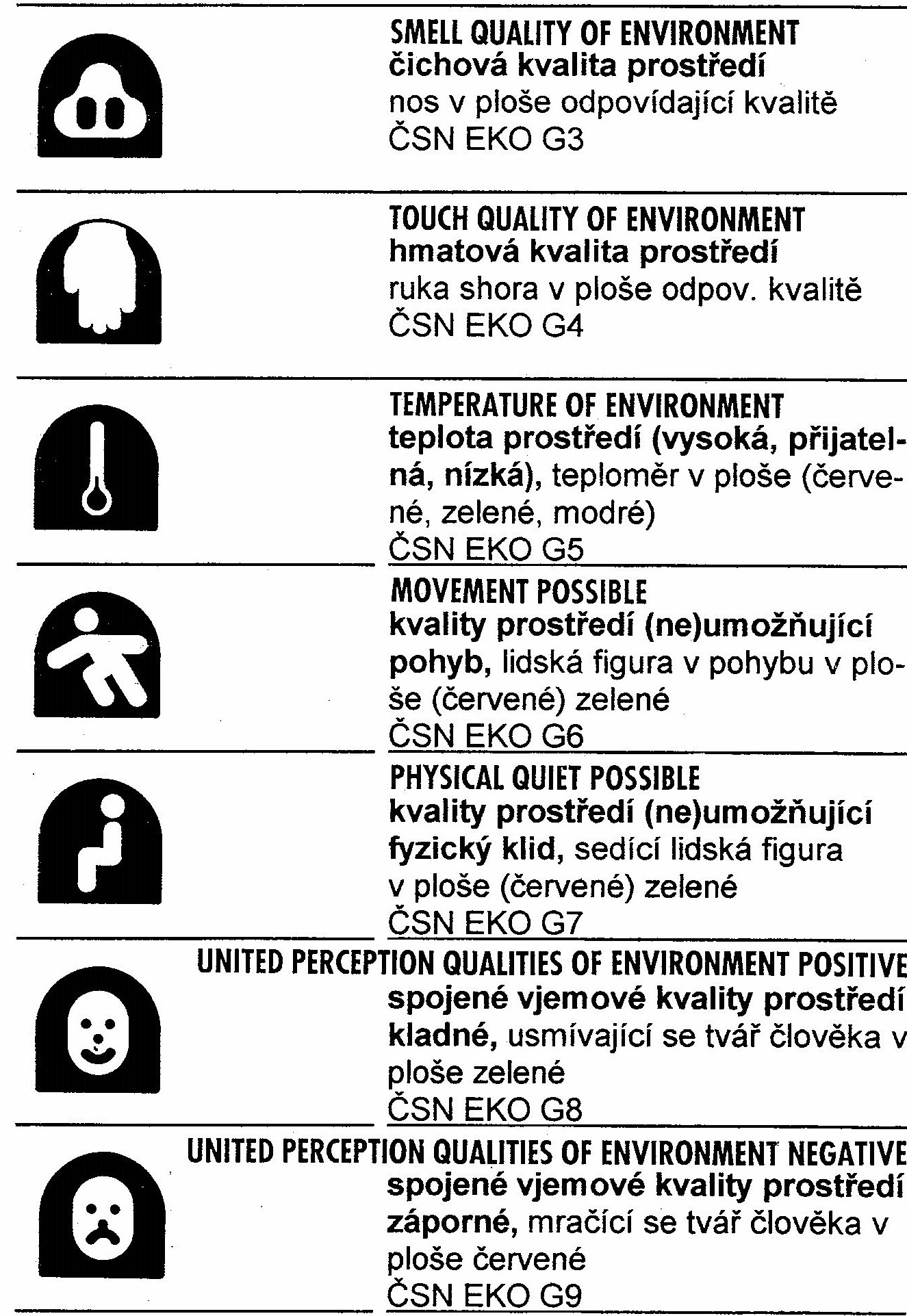

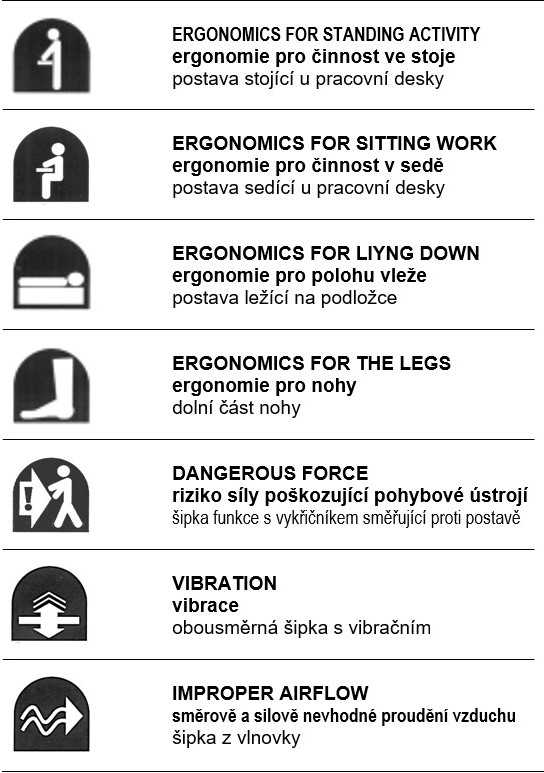

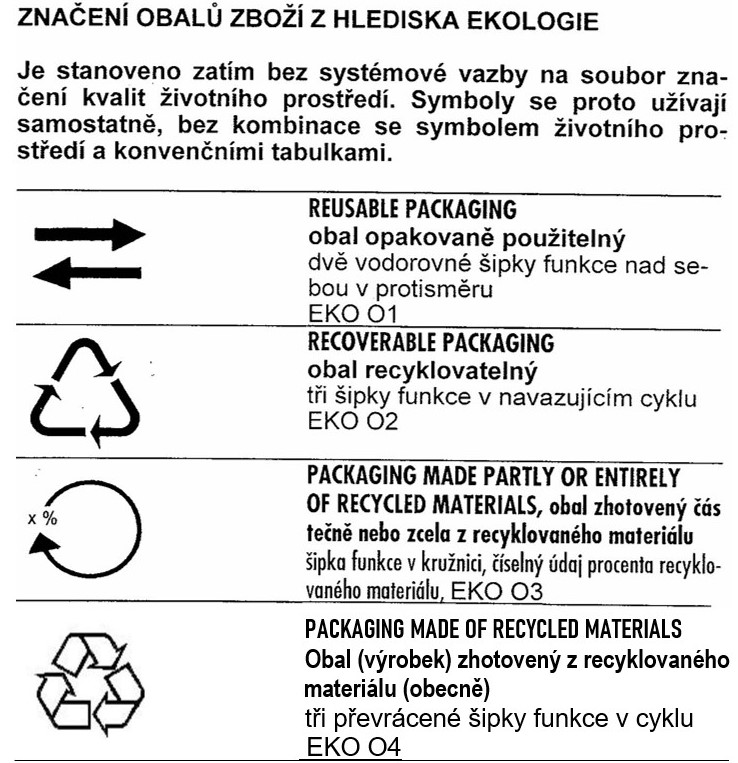